# Erythrospermum monticolum
Erythrospermum monticolum är en tvåhjärtbladig växtart som beskrevs av Thou.. Erythrospermum monticolum ingår i släktet Erythrospermum och familjen Achariaceae.

## Underarter
Arten delas in i följande underarter:
- E. m. amplifolium
- E. m. cordifolium
- E. m. pyrifolium